# Troféu HQ Mix de melhor publicação erótica
Publicação erótica foi uma das categorias do Troféu HQ Mix, premiação brasileira dedicada aos quadrinhos que é realizada pela Associação dos Cartunistas do Brasil (ACB) e pelo Instituto do Memorial das Artes Gráficas do Brasil (IMAG) desde 1989.

## História
A categoria "Álbum erótico" foi criada na primeira edição do Troféu HQ Mix, em 1989, com o objetivo de premiar obras de caráter erótico voltadas ao público adulto. Foram entregues prêmios nesta categoria até 1994, tendo sido concedida mais uma vez em 2001.
A partir de 2007, a categoria voltou a ser concedida, sendo renomeada para "Publicação erótica", tendo sido premiada até 2012. Depois disso, fez parte do Troféu HQ Mix apenas mais uma vez, em 2016

## Vencedores

### Álbum erótico
| Ano  | Obra                                                        | Autor(es)            | Editora        | Outros indicados | Notas |
| ---- | ----------------------------------------------------------- | -------------------- | -------------- | ---------------- | ----- |
| 1989 | As 110 pílulas                                              | Magnus               | Martins Fontes |                  | [ 1 ] |
| 1990 | Necron                                                      | Magnus               | L&PM           |                  | [ 1 ] |
| 1991 | Little Ego                                                  | Giardino             | Martins Fontes |                  | [ 1 ] |
| 1991 | Fetichast - províncias do desejo (Sampa Graphic Album n° 2) | José Márcio Nicolosi | Sampa          |                  | [ 1 ] |
| 1991 | O Clic 2                                                    | Milo Manara          | Martins Fontes |                  | [ 1 ] |
| 1992 | Druuna                                                      |                      |                |                  | [ 1 ] |
| 1993 | Druuna                                                      |                      |                |                  | [ 1 ] |
| 1994 | Kama Sutra                                                  |                      |                |                  | [ 1 ] |
| 2001 | Volúpia                                                     | Julio Shimamoto      | Opera Graphica |                  | [ 2 ] |

### Publicação erótica
| Ano  | Obra                                        | Autor(es)                   | Editora      | Outros indicados | Notas         |
| ---- | ------------------------------------------- | --------------------------- | ------------ | --- | ------------- |
| 2007 | Valentina - Crepax 65-66                    | Guido Crepax                | Conrad       | - A Metamorfose de Lucius (Pixel) - Bórgia 2 - O Poder e o Incesto (Conrad) - Clic (Conrad) - Giovanna (Conrad) - Gullivera (Pixel) - Omaha - The Cat Dancer (Conrad) | [ 3 ] [ 6 ]   |
| 2008 | Lost girls                                  | Alan Moore e Melinda Gebbie | Devir        | - Chiara Rosenberg (Zarabatana) - Justine (Pixel) - Morango E Chocolate (Casa 21) - Mulheres (Zarabatana) - Revolução (Conrad) - Valentina Volume 2 - 66-68 (Conrad) | [ 7 ] [ 8 ]   |
| 2009 | Clic 3                                      | Milo Manara                 | Conrad       | - Cica Dum-Dum (Zarabatana) - Clara da Noite (Zarabatana) - Emmanuelle (Pixel) - Love Junkies (JBC) | [ 9 ] [ 10 ]  |
| 2010 | Verão índio                                 | Hugo Pratt e Milo Manara    | Conrad       | - As Aventuras Secretas - Denis Rodrigues (Dinâmica) - Clic 4 - Milo Manara (Conrad) - Encontro Fatal - Milo Manara (Conrad) - Futari H - Katsu Aki (JBC) - Love Junkies - Kyo Hatsuki (JBC) | [ 11 ] [ 12 ] |
| 2011 | Quadrinhos sacanas - o catecismo brasileiro | Toninho Mendes, organizador | Peixe Grande | - Birdland - Uma Aventura dos Sentidos (Arte Sequencial) - Bórgia 3 - As Chamas da Fogueira (Conrad) - Clic (Conrad) - Kama Sutra (Conrad) - Kiki de Montparnasse (Record) - Menthalos (Annablume) | [ 13 ] [ 14 ] |
| 2012 | Black Kiss                                  | Howard Chaykin              | Devir        | - Bórgia - Tudo é Vaidade (Conrad) - Futari H (JBC) - Golden Shower 2 (Independente) - Hentai Gold (Geek) - O Perfume do Invisível - Edição Completa (Conrad) - Velta & Mirza (Júpiter II) | [ 4 ] [ 15 ]  |
| 2016 | Caravaggio - A Morte da Virgem              | Milo Manara                 | Veneta       | - Afrodite – Quadrinhos Eróticos – VENETA - Câmera Indiscreta – VENETA - Cornucópia – Bräo – INDEPENDENTE - Criminosos do Sexo – Volume 1 – Uma estranha habilidade – DEVIR - Don Juan di Leônia – INDEPENDENTE - Garota Siririca – INDEPENDENTE - Primas – MARCA DE FANTASIA - Primeiras vezes – NEMO - Quimeras – VENETA | [ 5 ] [ 16 ]  |